# Regola 34
La Regola 34 (termine italiano dall'inglese Rule 34, solitamente abbreviato in R34) è una regola di Internet che afferma che, se una cosa esiste, allora ne esiste anche la versione porno.
Per "regole di internet" ci si riferisce a un elenco umoristico di regole non ufficiali, citate scherzosamente dagli utenti della rete.

## Formulazione
La sua prima formulazione risale al 2003 quando Peter Morley-Souter, dopo essersi imbattuto per caso in una versione pornografica di Calvin & Hobbes, realizzò una vignetta disegnata nella quale era rappresentato un ragazzo che, davanti a un computer, con l'espressione sconvolta dice: "Calvin e Hobbes?", per poi aggiungere "Internet. Violenta la tua innocenza sin dal 1996". Da questa prima versione si arrivò a "Se esiste, allora c'è la sua versione porno. Senza eccezioni" (If it exists, there is porn of it. No exceptions.).

## Diffusione
In seguito la Regola 34 è divenuta un meme sempre più diffuso a causa dell'ubiquità della pornografia su Internet, specialmente tra generi come fanfiction, slash fiction e hentai. Nel maggio 2007 venne lanciato su Paheal.net un database dedicato alla Regola 34 con un archivio contenente numerose immagini. Vari siti analoghi iniziarono ad apparire subito dopo.
Nel 2008, gli utenti dell'imageboard 4chan cominciarono a pubblicare numerose parodie e cartoni animati sessualmente espliciti che illustravano la regola 34. Un dizionario dei neologismi afferma che la regola 34 "ha iniziato a comparire nei post su Internet nel 2008".
Un articolo del The Daily Telegraph del 2009 elencava la Regola 34 come la terza delle "prime 10" regole e leggi di Internet. La CNN nel 2013 affermò che la Regola 34 era "probabilmente la regola Internet più famosa" che è diventata parte della cultura tradizionale. Il 14 novembre 2018 uno streamer di Twitch ha festeggiato i diciotto anni pubblicando un video su Twitter in cui cercava immagini inerenti alla Regola 34. Il video e le reazioni ad esso sono state trattate da The Daily Dot.

## Analisi
Secondo i ricercatori Ogi Ogas e Sai Gaddam, "Oggi, la Regola 34 prospera come una tradizione sacra su blog, video di YouTube, feed di Twitter e siti di social networking. È spesso usata (sebbene solo in inglese) anche come verbo. Essi affermarono che il motivo per cui la massima avesse risuonato così tanto persone era perché "appare certamente vero" per "chiunque abbia passato del tempo a navigare sul Web".
Cory Doctorow ebbe modo di affermare: "La Regola 34 può essere considerata una sorta di accusa verso il Web come un pozzo nero popolato da mostri, smanettoni e malati, ma vista attraverso la lente del cosmopolitismo, rivela una certa raffinatezza, un approccio gourmet alla vita".